# Wrestling Superstars Live
Wrestling Superstars Live, antigamente conhecida como AWA (American Wrestling Association Superstars of Wrestling) é uma organização de promoções independentes de wrestling profissional estadunidense. Em seus shows, apresentam várias versões dos campeonatos da AWA. Foi formada por Dale Gagner e Jonnie Stewart, dois antigos empregados da American Wrestling Association em 1996, no estado de Minnesota